# Secretipes xanthorrhoeae
Secretipes xanthorrhoeae is een keversoort uit de familie klopkevers (Anobiidae). De wetenschappelijke naam van de soort is voor het eerst geldig gepubliceerd in 1924 door Lea.